# Regio League
Die Regio League (RL) ist die Amateurmeisterschaft im Schweizer Eishockey. Die RL wird von der Abteilung Nachwuchs- und Amateursport der Swiss Ice Hockey Federation (SIHF) veranstaltet. Die Meisterschaft wird in fünf Ligen bestritten. Seit der Saison 2017/18 ist die MySports League (ehemals Swiss Regio League) die höchste Amateur-Spielklasse. Darunter folgen die 1. bis 4. Liga.
1999 wurde von den teilnehmenden Vereinen die Schweizerische Eishockey Amateur Liga (SEAL) gegründet, welche eine selbständige Unternehmenseinheit des Schweizerischen Eishockeyverbands (SEHV) war. Später erfolgte die Umbenennung in Swiss Ice Hockey Regio League. Zum 1. Juni 2011 ging die Swiss Ice Hockey Regio League in der Abteilung Nachwuchs- und Amateursport der SIHF auf.

## MyHockey League
Die MyHockey League ist ab der Saison 2017/18, nach der National League (NL) und der Sky Swiss League (SSL), die nächsttiefere Liga im Schweizer Eishockey. Die Liga hiess ursprünglich MySports League. Weil der Sponsorenvertrag mit MySports im Jahr 2022 auslief, wurde sie auf die Saison 2022/23 auf den Namen MyHockey League umbenannt.
Für die Gestaltung des Spielplanes werden die zwölf Mannschaften virtuell in zwei regionale Gruppen eingeteilt, die zusätzliche Spiele austragen. Die Meisterschaft wird wie in den Profi-Ligen national ausgetragen.
Der Sieger der Play-offs ist der Schweizer Amateurmeister und erhält die Möglichkeit, um den Aufstieg in die SL zu kämpfen.

### Gründungsvereine
Für die erste Saison der MSL (2017/18) durften aus jeder 1.-Liga-Region vier Vereine aufsteigen. Es waren dies:
| 1. Liga Region West                                                             | 1. Liga Region Zentral                                          | 1. Liga Region Ost                           |
| ------------------------------------------------------------------------------- | --------------------------------------------------------------- | -------------------------------------------- |
| HC Düdingen Bulls HC Sion-Nendaz 4 Vallées Star Forward HC Université Neuchâtel | EHC Basel-Kleinhüningen EHC Brandis EHC Thun EHC Wiki-Münsingen | EHC Bülach EHC Chur EHC Dübendorf EHC Seewen |

### Schweizer Amateurmeister
| Saison  | Meister                                   | Vize-Meister                              |
| ------- | ----------------------------------------- | ----------------------------------------- |
| 2023/24 | EHC Chur                                  | EHC Seewen                                |
| 2022/23 | HCV Martigny                              | EHC Thun                                  |
| 2021/22 | EHC Basel                                 | Hockey Huttwil                            |
| 2020/21 | kein Meister infolge Coronavirus-Epidemie | kein Meister infolge Coronavirus-Epidemie |
| 2019/20 | kein Meister infolge Coronavirus-Epidemie | kein Meister infolge Coronavirus-Epidemie |
| 2018/19 | HC Sierre                                 | HC Valais-Chablais                        |
| 2017/18 | EHC Dübendorf                             | EHC Brandis                               |

Aufstieg in die Swiss League

### Abstieg in die 1. Liga
| Saison  | Absteiger                                   |
| ------- | ------------------------------------------- |
| 2023/24 | HC Düdingen Bulls                           |
| 2022/23 | EHC Dübendorf                               |
| 2021/22 | EHC Wiki-Münsingen                          |
| 2020/21 | kein Absteiger infolge Coronavirus-Epidemie |
| 2019/20 | kein Absteiger infolge Coronavirus-Epidemie |
| 2018/19 | Star Forward                                |
| 2017/18 | HC Université Neuchâtel                     |

## 1. Liga
Die 1. Liga ist nach der National League (NL), der Sky Swiss League (SSL) und der MyHockey League (MHL) die vierthöchste Liga im Schweizer Eishockey.
Während in der NL, der SL und der MHL die Vereine aus der ganzen Schweiz gegeneinander antreten, war die 1. Liga nach den Regionen Ostschweiz, Zentralschweiz und Suisse Romande in drei Gruppen eingeteilt. Ab der Saison 2018/19 begann man jedoch die 1. Liga sukzessive auf 24 Mannschaften zu verkleinern. Als Folge davon gibt es seit der Saison 2018/19 nur noch eine Ost- und eine West-Gruppe.

### Teilnehmer
| Team                       | Standort              | Eishalle                                 |
| -------------------------- | --------------------- | ---------------------------------------- |
| EHC Adelboden              | Adelboden             | Freizeit- und Sportarena Adelboden       |
| Argovia Stars              | Aarau                 | Kunsteisbahn Aarau                       |
| EHC Dübendorf              | Dübendorf             | Kunsteisbahn im Chreis                   |
| EHC Burgdorf               | Burgdorf              | Regionales Eissportzentrum Emme          |
| HC Delémont-Vallée         | Delsberg              | Patinoire régionale de Delémont          |
| HC Franches-Montagnes      | Saignelégier          | Centre de loisirs des Franches-Montagnes |
| EHC WIKI-Münsingen         | Münsingen             |                                          |
| SC Herisau                 | Herisau               | Sportzentrum Herisau                     |
| HC Luzern                  | Luzern                | Eiszentrum Luzern                        |
| HC Meyrin-Genève           | Genf                  | Patinoire des Vernets                    |
| PIKES EHC Oberthurgau 1965 | Romanshorn            | Eissportzentrum Oberthurgau              |
| HC Université Neuchâtel    | Neuenburg             | Patinoires du Littoral                   |
| HC Prättigau-Herrschaft    | Grüsch                | Eishalle Grüsch                          |
| Red Lions Reinach          | Reinach AG            | Kunsteisbahn Oberwynental                |
| SC Rheintal                | Widnau                | Kunsteisbahn Mittelrheintal              |
| EHC Saastal                | Saas-Grund            | Kunsteisbahn Wichel                      |
| HC Saint-Imier             | Saint-Imier           | Clientis Arena                           |
| HC Star Forward            | Morges                | Patinoire des Eaux Minérales             |
| SC Unterseen-Interlaken    | Matten bei Interlaken | Eissportzentrum Jungfrau                 |
| HC Valais-Chablais         | Martigny              | Forum d'Octodure                         |
| HC Vallée de Joux          | Le Sentier            | Centre Sportif Vallée de Joux            |
| EHC Wetzikon               | Wetzikon              | Kunsteisbahn Wetzikon                    |
| EC Wil                     | Wil SG                | Eishalle Sportpark Bergholz              |
| HC Yverdon-les-Bains       | Yverdon-les-Bains     | Patinoire communale d'Yverdon-les-Bains  |

### Finalrunde
Es wird jeweils eine Hin- und Rückrunde sowie eine Regionalrunde gespielt (total 27 bzw. 28 Runden). Die acht bestplatzierten Teams spielen Play-offs (Viertelfinal im Best-of-7 Modus, Halbfinal und Final im Best-of-5 Modus). Die Gruppensieger spielen eine Best-of-5-Serie um den Titel «Schweizer Meister 1. Liga». Dieser steigt in die MySports League auf. Die Gruppenzweiten spielen ein Spiel um Platz 3.
| Saison  | Meister                                   | Vize-Meister                              |
| ------- | ----------------------------------------- | ----------------------------------------- |
| 2023/24 | EHC Wetzikon                              | HCV Sion                                  |
| 2022/23 | EC Wil                                    | HCV Sion                                  |
| 2021/22 | EHC Frauenfeld                            | HC Franches-Montagnes                     |
| 2020/21 | kein Meister infolge Coronavirus-Epidemie | kein Meister infolge Coronavirus-Epidemie |
| 2019/20 | kein Meister infolge Coronavirus-Epidemie | kein Meister infolge Coronavirus-Epidemie |
| 2018/19 | SC Lyss                                   | EHC Arosa                                 |

Aufstieg in die MySports League
Bis zur Saison 2017/18 spielten die drei 1.-Liga-Gruppensieger der Regionen Ost-, Zentral- und Westschweiz in einer einfachen Finalrunde (je zwei Spiele) und einem Finalspiel um den Titel in der 1. Liga. Der Sieger der Finalrunde genoss Heimrecht für das Finalspiel.
| Saison  | Meister                       | Vize-Meister            | Drittplatzierter                  |
| ------- | ----------------------------- | ----------------------- | --------------------------------- |
| 2017/18 | EHC Wetzikon (OS)             | HC Sierre (SR)          | EHC Zuchwil Regio (ZS)            |
| 2016/17 | HC Sion-Nendaz 4 Vallées (SR) | EHC Frauenfeld (OS)     | EHC Brandis (ZS)                  |
| 2015/16 | HCC Biasca (OS)               | EHC Thun (ZS)           | HC Sion-Nendaz 4 Vallées (SR)     |
| 2014/15 | EHC Winterthur (OS)           | EHC Wiki-Münsingen (ZS) | HC Sion-Nendaz 4 Vallées (SR)     |
| 2013/14 | EHC Dübendorf (OS)            | EHC Wiki-Münsingen (ZS) | HC Franches-Montagnes (SR)        |
| 2012/13 | HC Düdingen Bulls (SR)        | EHC Burgdorf (ZS)       | EHC Dübendorf (OS)                |
| 2011/12 | HC Red Ice (SR)               | EHC Winterthur (OS)     | EHC Zuchwil Regio (ZS)            |
| 2010/11 | Huttwil Falcons (ZS)          | HC Red Ice (SR)         | EHC Arosa (OS)                    |
| 2009/10 | EHC Winterthur (OS)           | HC Red Ice (SR)         | Huttwil Falcons (ZS)              |
| 2008/09 | EHC Frauenfeld (OS)           | HC Star Lausanne (SR)   | EHC Wiki-Münsingen (ZS)           |
| 2007/08 | EHC Zuchwil Regio (ZS)        | EHC Winterthur (OS)     | HC Star Lausanne (SR)             |
| 2006/07 | EHC Zuchwil Regio (ZS)        | EHC Dübendorf (OS)      | HC Neuchâtel Young Sprinters (SR) |
| 2005/06 | HC Thurgau (OS)               | SC Lyss (ZS)            | HC Düdingen Bulls (SR)            |
| 2004/05 | SC Unterseen-Interlaken (ZS)  | EHC Dübendorf (OS)      | HC Martigny (SR)                  |
| 2003/04 | EHC Dübendorf (OS)            | Forward Morges HC (SR)  | SC Unterseen-Interlaken (ZS)      |
| 2002/03 | EHC Chur (OS)                 | EHC Napf (ZS)           | HC Star Lausanne (SR)             |

Aufstieg in die NLB Aufstieg in die MySports League

#### Meister früherer Jahre
| Saison    | Meister                 |
| --------- | ----------------------- |
| 2001/02   | SC Langenthal (ZS)      |
| 2000/01   | EHC Uzwil (OS)          |
| 1999/2000 | HC Ajoie (SR)           |
| 1998/99   | EHC Wiki-Münsingen (ZS) |
| 1997/98   | HC Sierre (SR)          |
| 1996/97   | EHC Bülach (OS)         |
| 1995/96   | HC Luzern (OS)          |
| 1994/95   | Genève-Servette HC (SR) |
| 1993/94   | SC Langnau (ZS)         |
| 1992/93   | Grasshopper Club (OS)   |
| 1991/92   | HC Thurgau (OS)         |
| 1990/91   | HC Davos (OS)           |
| 1989/90   | EHC Bülach (OS)         |
| 1988/89   | SC Lyss (ZS)            |
| 1987/88   | Genève-Servette HC (SR) |
| 1986/87   | HC Martigny (SR)        |
| 1985/86   | SC Herisau (OS)         |
| 1984/85   | HC Ajoie (SR)           |
| 1983/84   | EHC Basel (ZS)          |
| 1982/83   | EV Zug (OS)             |
| 1981/82   | Grasshopper Club (OS)   |

| Saison  | Meister                 |
| ------- | ----------------------- |
| 1980/81 | SC Herisau (OS)         |
| 1979/80 | EHC Wetzikon (OS)       |
| 1978/79 | EHC Chur (OS)           |
| 1977/78 | EHC Dübendorf (OS)      |
| 1976/77 | SC Rapperswil-Jona (OS) |
| 1975/76 | HC Luzern (OS)          |
| 1974/75 | EHC Uzwil (OS)          |
| 1973/74 | EV Zug (OS)             |
| 1972/73 | EHC Arosa (OS)          |
| 1971/72 | EHC Thun (ZS)           |
| 1970/71 | HC Fleurier (SR)        |
| 1969/70 | EHC Olten (ZS)          |
| 1968/69 | Villars HC (SR)         |
| 1967/68 | EHC Uzwil (OS)          |
| 1966/67 | EHC Winterthur (OS)     |
| 1965/66 | EHC St. Moritz (OS)     |
| 1964/65 | SC Rapperswil-Jona (OS) |
| 1963/64 | SC Langenthal (ZS)      |
| 1962/63 | SC Küsnacht             |
| 1959/60 | EHC Winterthur          |
| 1958/59 | HC Sion                 |

| Saison  | Meister                         |
| ------- | ------------------------------- |
| 1957/58 | HC Sion                         |
| 1956/57 | HC Sierre                       |
| 1955/56 | Genève-Servette HC              |
| 1954/55 | EHC Kleinhüningen               |
| 1953/54 | HC Montana-Crans                |
| 1952/53 | Zürcher SC Senioren             |
| 1951/52 | EHC Grindelwald                 |
| 1950/51 | HC Gstaad                       |
| 1949/50 | EHC St. Moritz II               |
| 1948/49 | Zürcher SC Senioren             |
| 1947/48 | Zürcher SC Senioren             |
| 1946/47 | EHC Rotweiss Basel II           |
| 1945/46 | HC Château-d’Oex                |
| 1944/45 | Neuchâtel Young-Sprinters HC II |
| 1943/44 | HC Davos II                     |
| 1942/43 | Zürcher SC II                   |
| 1941/42 | Zürcher SC II                   |
| 1940/41 | EHC Arosa II                    |
| 1938/39 | Zürcher SC II                   |
| 1937/38 | EHC Arosa II                    |

### Aufstieg in die 1. Liga
| Saison  |                                              |                                              |                                              |                                              |                                              |
| ------- | -------------------------------------------- | -------------------------------------------- | -------------------------------------------- | -------------------------------------------- | -------------------------------------------- |
| 2021/22 | EHC Meinisberg                               | HC Sarine-Fribourg                           |                                              |                                              |                                              |
| 2020/21 | kein Aufsteiger infolge Coronavirus-Epidemie | kein Aufsteiger infolge Coronavirus-Epidemie | kein Aufsteiger infolge Coronavirus-Epidemie | kein Aufsteiger infolge Coronavirus-Epidemie | kein Aufsteiger infolge Coronavirus-Epidemie |
| 2019/20 | HC Delémont Vallée                           |                                              |                                              |                                              |                                              |
| 2018/19 | HC Luzern                                    |                                              |                                              |                                              |                                              |
| 2017/18 | SC Rheintal                                  | HC Red Ice Martigny                          |                                              |                                              |                                              |
| 2016/17 | HC Prättigau-Herrschaft                      | SC Herisau                                   | Red Lions Reinach                            | HC Yverdon les Bains                         | CP de Meyrin                                 |
| 2015/16 | EHC Uzwil                                    | HC Monthey-Chablais                          | HC Villars                                   |                                              |                                              |
| 2014/15 | EC Wil                                       | HC Sierre                                    |                                              |                                              |                                              |
| 2013/14 | EHC Wetzikon                                 |                                              |                                              |                                              |                                              |
| 2012/13 | SC Weinfelden                                |                                              |                                              |                                              |                                              |
| 2011/12 | EHC Seewen                                   | EHC Belp                                     |                                              |                                              |                                              |
| 2010/11 | EHC Chur Capricorns                          | Forward Morges HC                            |                                              |                                              |                                              |
| 2009/10 | EHC Basel-Kleinhüningen                      | HC Saint-Imier-Sonceboz                      | HC Chiasso                                   |                                              |                                              |
| 2008/09 | SC Herisau                                   | HC Université Neuchâtel                      |                                              |                                              |                                              |
| 2007/08 | PIKES EHC Oberthurgau                        | EHC Adelboden                                | HC Montana-Crans                             |                                              |                                              |
| 2006/07 | HC Ceresio                                   | HC Bulle-La Gruyère                          | HC Villars                                   |                                              |                                              |
| 2005/06 | EHC Seewen                                   | HC Verbier-Val de Bagnes                     |                                              |                                              |                                              |
| 2004/05 | EHC Arosa                                    |                                              |                                              |                                              |                                              |
| 2003/04 | SC Weinfelden                                | EHC Wettingen-Baden                          | HC Sion                                      |                                              |                                              |
| 2002/03 | EHC St. Moritz                               | Star Montagne                                |                                              |                                              |                                              |

### Abstieg in die 2. Liga
Die vier letztplatzierten Teams beider Gruppen spielen eine Abstiegsrunde in Form eines Hin- und Rückspiels gegen jedes andere Team der gleichen Gruppe. Die Punkte aus der bisherigen Saison werden dabei beibehalten. Die beiden nach der Abstiegsrunde letztplatzierten Teams steigen in die 2. Liga ab.
| Saison  |                                             |                                             |                                             |                                             |
| ------- | ------------------------------------------- | ------------------------------------------- | ------------------------------------------- | ------------------------------------------- |
| 2021/22 | HC Vallée de Joux                           | HC Meyrin-Genève                            |                                             |                                             |
| 2020/21 | kein Absteiger infolge Coronavirus-Epidemie | kein Absteiger infolge Coronavirus-Epidemie | kein Absteiger infolge Coronavirus-Epidemie | kein Absteiger infolge Coronavirus-Epidemie |
| 2019/20 | kein Absteiger infolge Coronavirus-Epidemie | kein Absteiger infolge Coronavirus-Epidemie | kein Absteiger infolge Coronavirus-Epidemie | kein Absteiger infolge Coronavirus-Epidemie |
| 2018/19 | EHC Uzwil (freiwillig)                      |                                             |                                             |                                             |
| 2017/18 | SC Weinfelden                               | HC Monthey-Chablais                         | EHC Zuchwil (freiwillig)                    |                                             |
| 2016/17 | kein Absteiger                              | kein Absteiger                              | kein Absteiger                              | kein Absteiger                              |
| 2015/16 | EHC Belp (freiwillig in die 3. Liga)        | HC Moutier (freiwillig)                     |                                             |                                             |
| 2014/15 | HC Yverdon-les-Bains (freiwillig)           |                                             |                                             |                                             |
| 2013/14 | SC Herisau                                  | HC Villars                                  |                                             |                                             |
| 2012/13 | EHC Uzwil                                   | EHC Zunzgen-Sissach (finanzielle Gründe)    |                                             |                                             |
| 2011/12 | EHC Wetzikon                                | Tramelan HC                                 |                                             |                                             |
| 2010/11 | SC Weinfelden                               | HC Saint-Imier-Sonceboz                     | EHC Huttwil Falcons (Zwangsabstieg)         |                                             |
| 2009/10 | EC Wil                                      | EHC Moutier                                 |                                             |                                             |
| 2008/09 | EHC Chur                                    | GDC Bellinzona                              | EHC Rot-Blau Bern-Bümpliz                   | HC Montana-Crans                            |
| 2007/08 | EHC Seewen                                  | EHC Monthey                                 |                                             |                                             |
| 2006/07 | EHC St. Moritz                              | HC Star La Chaux-de-Fonds                   |                                             |                                             |
| 2005/06 | EHC Lenzerheide                             | CP Meyrin                                   |                                             |                                             |
| 2004/05 | SC Herisau                                  | HC Star La Chaux-de-Fonds                   |                                             |                                             |
| 2003/04 | EHC Seewen-Heri                             | EHC Adelboden                               | HC Villars                                  |                                             |
| 2002/03 | EHC Schaffhausen                            | HC Prilly                                   |                                             |                                             |

## Weitere bekannte Vereine
- EHC Grindelwald
- HC Luzern
- EHC Rot-Blau Bern-Bümpliz